# École de Forlì

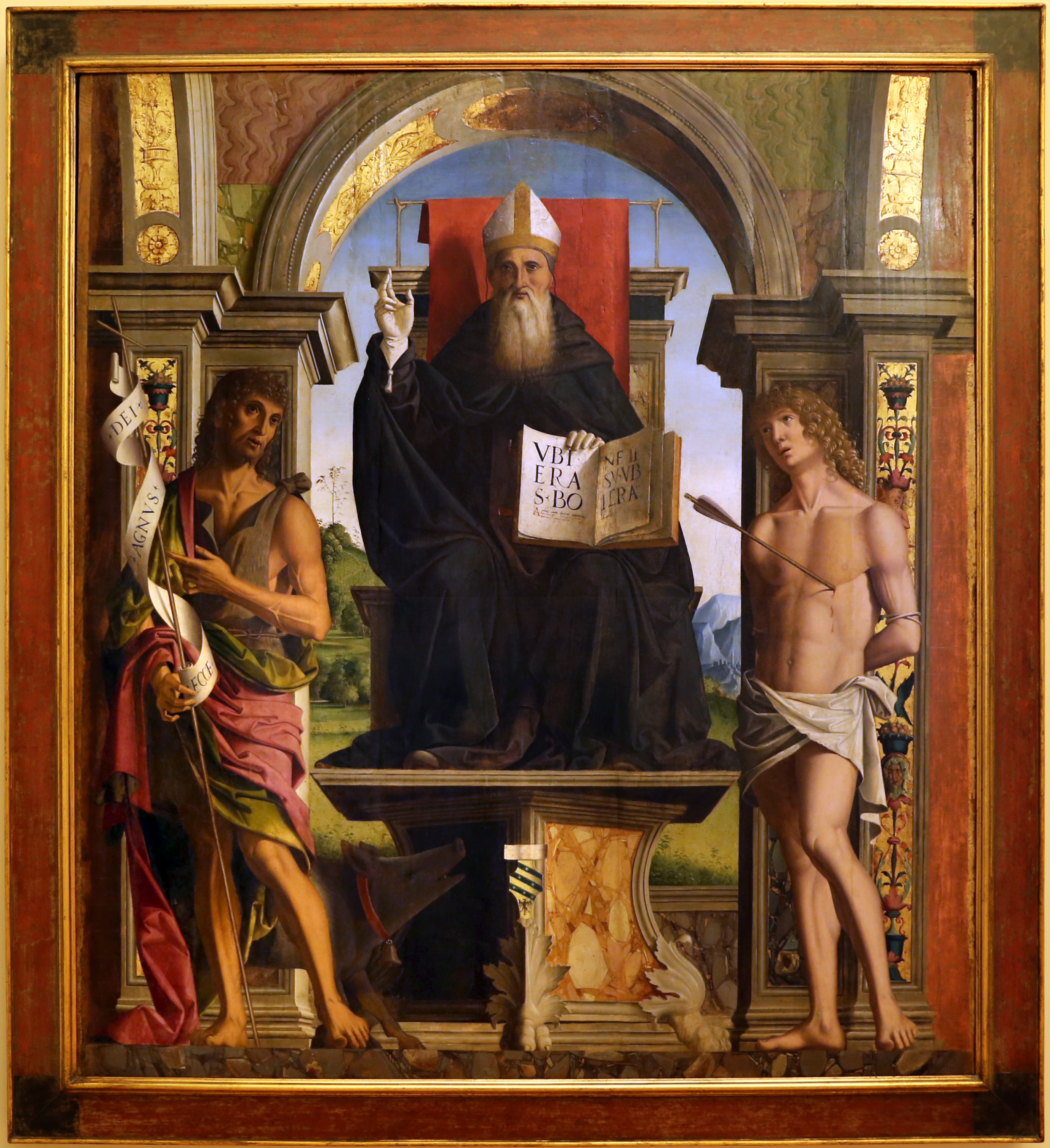
Marco Palmezzano, Pala Ostoli

L'école de Forlì (en italien Scuola forlivese) est née comme une des écoles giottesques des écoles italiennes  de peinture de la Renaissance artistique, qui a fleuri en Italie à Forlì en Émilie-Romagne centrée autour du maître de Melozzo da Forlì, Baldassarre Carrari l'Ancien, disciple de Giotto di Bondone.
Avec Melozzo et Marco Palmezzano, elle présente des caractéristiques particulières.
- Livio Agresti (1505 – 1579)
- Ansuino da Forlì du Quattrocento
- Baldassarre Carrari le Jeune
- Melozzo da Forlì (1438 - 1494)
- Francesco Menzocchi (1502 - 1574)
- Pier Paolo Menzocchi (v. 1532 - 1589)
- Marco Palmezzano (1460 – 1539)